# EasyJet Switzerland

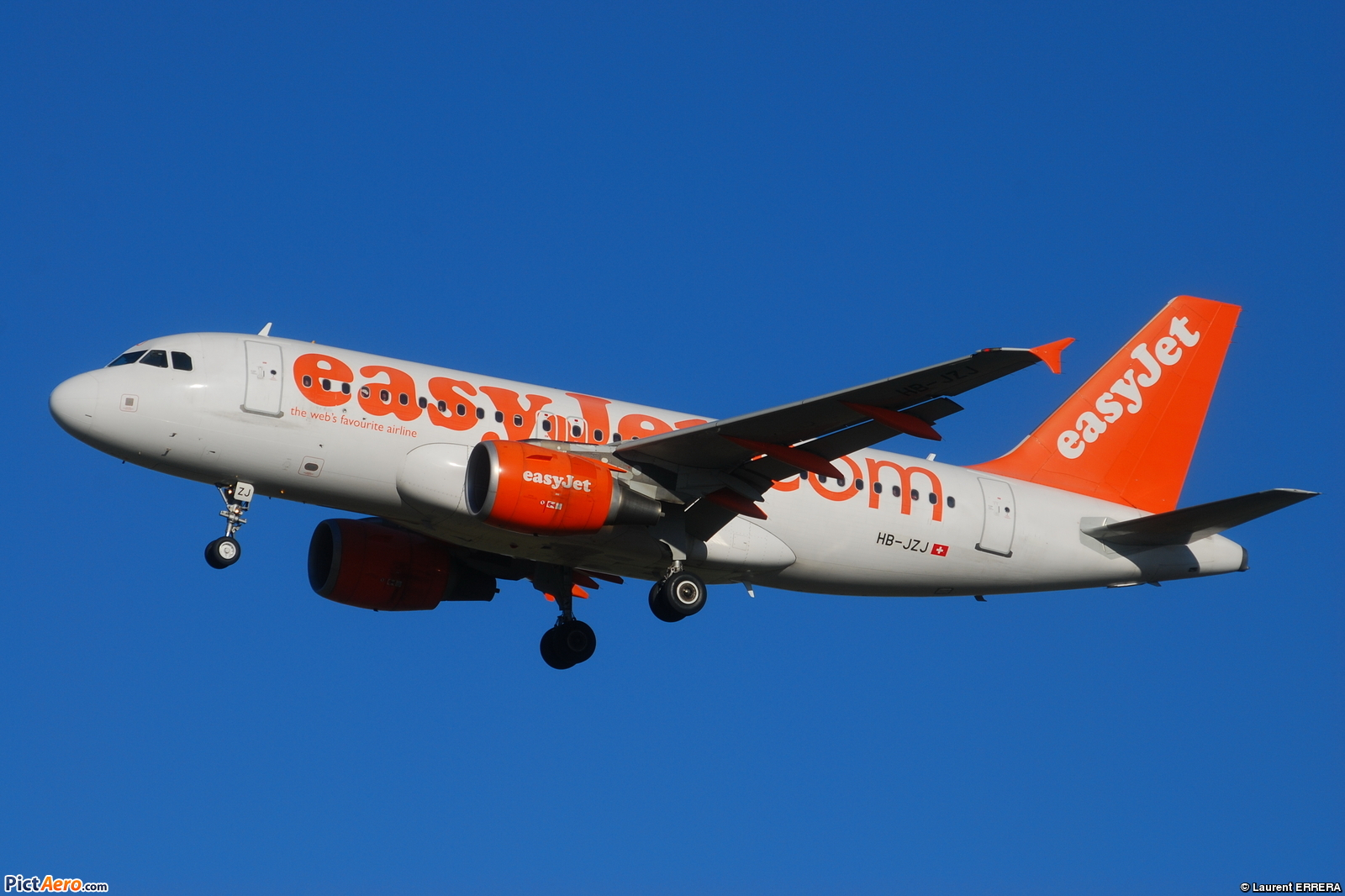
EasyJet Switzerland Airbus A319-100-as

Az EasyJet Switzerland egy svájci légitársaság, amely az EasyJet leányvállalata. Bázisrepülőterei Genfben és Meyrin-ben található. Menetrend szerinti járatokat működtet.

## Története
A légitársaságot 1988. május 18-án alapították TEA Switzerland néven, és 1989. március 23-án kezdte meg működését a TEA légitársaságok csoportjának tagjaként, amely charter járatokat üzemeltetett különböző európai repülőterekről. 1998 márciusában az EasyJet 40%-os részesedést kapott a légitársaságból. 2013-ban a légitársaság magánbefektetők (51%-os) és az EasyJet (49%-os) tulajdonában volt, 770 alkalmazottat foglalkoztatott.

## Úticélok

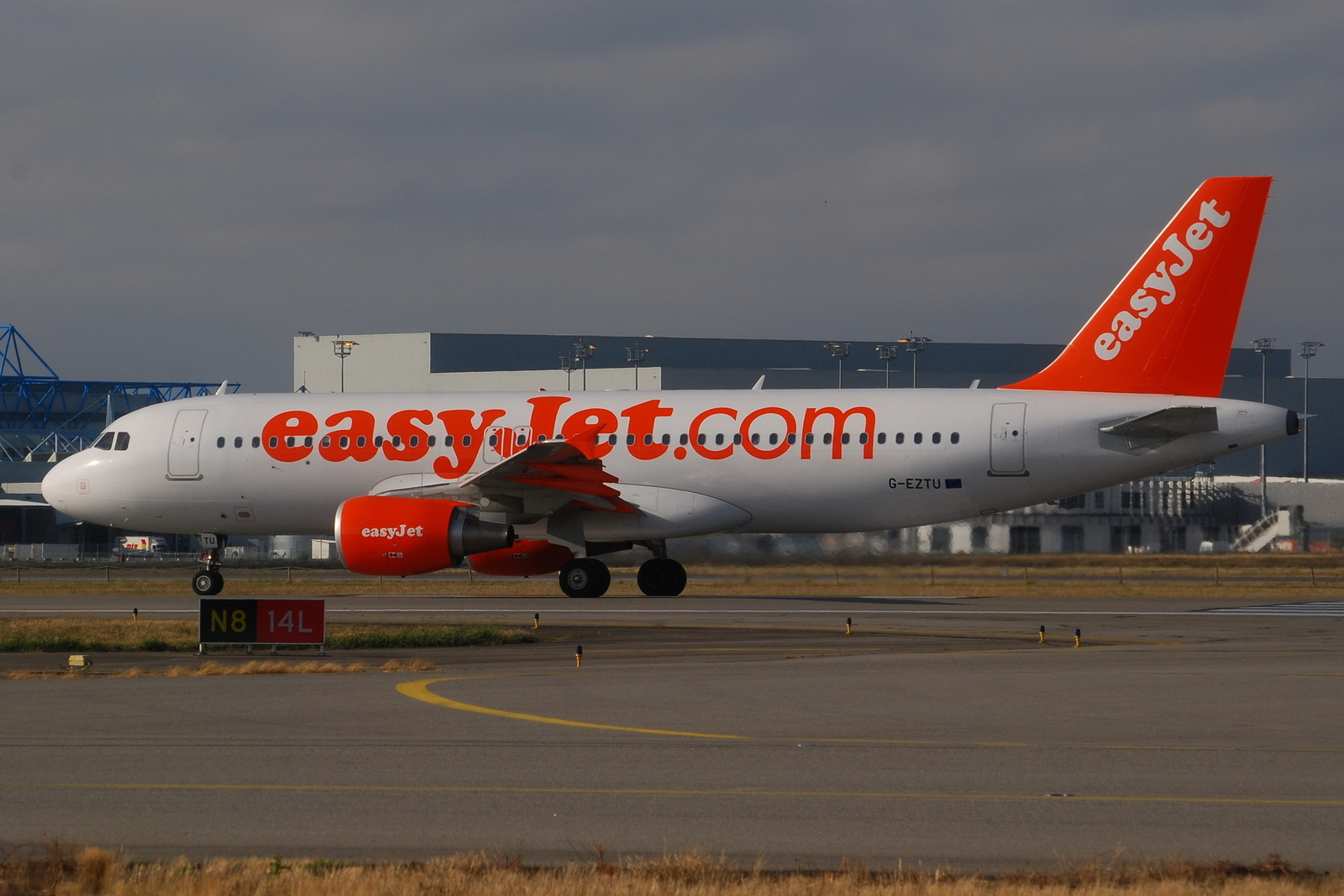
EasyJet Switzerland Airbus A320-200-as

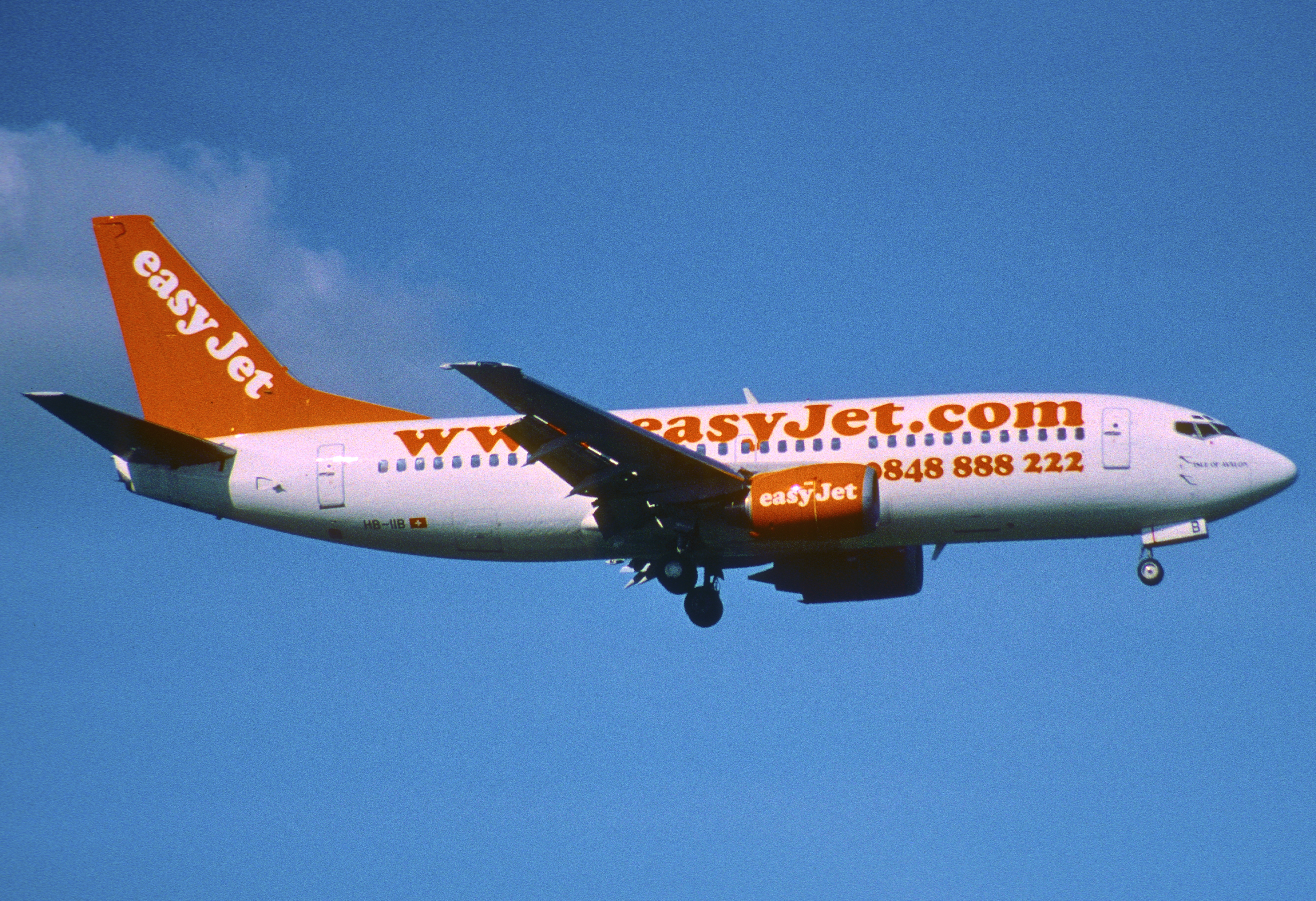
EasyJet Switzerland Boeing 737-300-as

Ez az EasyJet Switzerland összes úticélja, 2015. január 5-től:
| Ország             | Repülőtér                                     |
| ------------------ | --------------------------------------------- |
| Ausztria           | Bécsi nemzetközi repülőtér                    |
| Belgium            | Brüsszeli repülőtér                           |
| Horvátország       | Dubrovnik repülőtér                           |
| Horvátország       | Spliti repülőtér                              |
| Ciprus             | Lárnakai nemzetközi repülőtér                 |
| Dánia              | Koppenhágai repülőtér                         |
| Egyiptom           | Hurghada nemzetközi repülőtér                 |
| Franciaország      | Ajaccio Napoleon Bonaparte repülőtér          |
| Franciaország      | Bastia-Poretta repülőtér                      |
| Franciaország      | Bordeaux–Mérignac repülőtér                   |
| Franciaország      | Figari Sud-Corse repülőtér                    |
| Franciaország      | La Rochelle - Île de Ré repülőtér             |
| Franciaország      | Lille repülőtér                               |
| Franciaország      | Montpellier–Méditerranée repülőtér            |
| Franciaország      | Nantes Atlantique repülőtér                   |
| Franciaország      | Nizza Côte d’Azur repülőtér                   |
| Franciaország      | Orly repülőtér                                |
| Franciaország      | Toulouse–Blagnac repülőtér                    |
| Németország        | Berlin Schönefeld repülőtér                   |
| Németország        | Drezdai repülőtér                             |
| Németország        | Düsseldorfi repülőtér                         |
| Németország        | Hamburgi repülőtér                            |
| Görögország        | Athén nemzetközi repülőtér                    |
| Görögország        | Heraklion nemzetközi repülőtér                |
| Görögország        | Mykonos repülőtér                             |
| Görögország        | Szantorini nemzetközi repülőtér               |
| Görögország        | Thessaloniki repülőtér                        |
| Magyarország       | Budapest Liszt Ferenc Nemzetközi Repülőtér    |
| Izland             | Keflavík Nemzetközi Repülőtér                 |
| Izrael             | Ben Gurion nemzetközi repülőtér               |
| Olaszország        | Bologna Guglielmo Marconi repülőtér           |
| Olaszország        | Brindisi-Casalei repülőtér                    |
| Olaszország        | Cagliari Elmas repülőtér                      |
| Olaszország        | Catania-Fontanarossai nemzetközi repülőtér    |
| Olaszország        | Nápolyi nemzetközi repülőtér                  |
| Olaszország        | Olbia Costa Smeralda repülőtér                |
| Olaszország        | Falcone-Borsellino nemzetközi repülőtér       |
| Olaszország        | Pisa nemzetközi repülőtér                     |
| Olaszország        | Leonardo da Vinci – Fiumicino repülőtér       |
| Olaszország        | Velence Marco Polo repülőtér                  |
| Koszovó            | Prishtina nemzetközi repülőtér                |
| Marokkó            | Marrakesh Menara repülőtér                    |
| Hollandia          | Amszterdam-Schiphol repülőtér                 |
| Lengyelország      | Krakkó II. János Pál repülőtér                |
| Lengyelország      | Varsói-Chopin repülőtér                       |
| Portugália         | Faro repülőtér                                |
| Portugália         | Lisszaboni repülőtér                          |
| Portugália         | Portói repülőtér                              |
| Szerbia            | Belgrádi repülőtér                            |
| Spanyolország      | Alicantei repülőtér                           |
| Spanyolország      | Lanzarotei repülőtér                          |
| Spanyolország      | Josep Tarradellas Barcelona-El Prat repülőtér |
| Spanyolország      | Bilbao repülőtér                              |
| Spanyolország      | Alicante – Elche repülőtérIbiza repülőtér     |
| Spanyolország      | Gran Canaria repülőtér                        |
| Spanyolország      | Adolfo Suárez Madrid-Barajas repülőtér        |
| Spanyolország      | Menorca repülőtér                             |
| Spanyolország      | Málagai nemzetközi repülőtér                  |
| Spanyolország      | Asturias repülőtér                            |
| Spanyolország      | Palma de Mallorca nemzetközi repülőtér        |
| Spanyolország      | Fuerteventura repülőtér                       |
| Spanyolország      | Santiago de Compostela repülőtér              |
| Spanyolország      | San Pablo repülőtér                           |
| Spanyolország      | Tenerife Sur repülőtér                        |
| Svédország         | Stockholm Arlanda repülőtér                   |
| Svájc              | Bázel–Mulhouse–Freiburg-EuroAirport repülőtér |
| Svájc              | Genfi repülőtér                               |
| Törökország        | Antalyai repülőtér                            |
| Egyesült Királyság | Aberdeeni repülőtér                           |
| Egyesült Királyság | Birminghami repülőtér                         |
| Egyesült Királyság | Gatwick repülőtér                             |
| Egyesült Királyság | London Southend repülőtér                     |

## Flotta
2019 októberétől az EasyJet Switzerland flottája a következő repülőgépekből áll:
| Repülőgép       | Darabszám | Rendelések | Utasok |
| --------------- | --------- | ---------- | ------ |
| Airbus A319-100 | 7         | -          | 156 fő |
| Airbus A320-200 | 23        | -          | 186 fő |
| Összesen        | 30        | 0          |        |

### Korábbi flotta
Egy darab Boeing 737-300-as (1989-től 2010-ig).

## Fordítás
- Ez a szócikk részben vagy egészben  az   EasyJet Switzerland című angol Wikipédia-szócikk ezen változatának fordításán alapul.  Az eredeti cikk szerkesztőit annak laptörténete sorolja fel. Ez a jelzés csupán a megfogalmazás eredetét és a szerzői jogokat jelzi, nem szolgál a cikkben szereplő információk forrásmegjelöléseként.
- Ez a szócikk részben vagy egészben  a   List of EasyJet Switzerland destinations című angol Wikipédia-szócikk ezen változatának fordításán alapul.  Az eredeti cikk szerkesztőit annak laptörténete sorolja fel. Ez a jelzés csupán a megfogalmazás eredetét és a szerzői jogokat jelzi, nem szolgál a cikkben szereplő információk forrásmegjelöléseként.

## Kapcsolódó szócikk
- Légitársaságok listája